# Heinrich Lüders
Heinrich Lüders (Lubecca, 25 giugno 1869 – Badenweiler, 7 maggio 1943) è stato un orientalista, indologo e linguista tedesco.

## Biografia
Dal 1888 al 1894 studiò presso le università di Monaco e Gottinga, successivamente lavorò come assistente curatore e bibliotecario presso l'Indian Institute dell'Università di Oxford. Nel 1898 divenne professore associato a Gottinga, cinque anni dopo si trasferì a Rostock, dove nel 1905 fu nominato professore di linguistica e sanscrito indoeuropeo. Nel 1909 fu nominato professore di lingue e letteratura indiana antica all'Università di Berlino, dove nel 1931/32 prestò servizio come rettore accademico. Nel 1935 si ritirò dall'insegnamento e si dedicò interamente alla ricerca.
Dal 1920 al 1938 fu segretario dell'Accademia delle scienze prussiana.

## Opere principali
- Bruchstücke buddhistischer Dramen, 1911.
- Weitere Beiträge zur Geschichte und Geographie von Ostturkestan, Berlin, 1930.
- Kātantra und Kaumāralāta, Berlin 1930.
- Philologica Indica, 1940.[3]
- Bhārhut und die buddhistische Literatur, Leipzig, 1941.
- Beobachtungen über die Sprache des buddhistischen Urkanons (edizione di Ernst Waldschmidt, Berlin, 1954).
- "Mathurā Inscriptions. Unpublished papers" (edizione di Klaus Ludwig Janert, Göttingen, 1961).
- Kleine Schriften (edizione di Oskar von Hinüber, Wiesbaden, 1973).[1]